# Rhizopogon ellipsosporus
Rhizopogon ellipsosporus är en svampart som beskrevs av Trappe, Castellano & Amar. 2000. Rhizopogon ellipsosporus ingår i släktet Rhizopogon och familjen hartryfflar.   Inga underarter finns listade i Catalogue of Life.